# Thorax
Thorax es una revista médica revisada por pares que se especializa en artículos de investigación clínica y experimental sobre medicina respiratoria , así como pediatría , inmunología , farmacología , patología y cirugía . Fue establecido en 1946 y es publicado por BMJ Group en nombre de la British Thoracic Society . La revista está disponible en línea mediante suscripción y las ediciones archivadas de la revista están disponibles de forma gratuita después de 1 año. Los editores en jefe son Alan Smyth, Gisli Jenkins y Nicholas Hart.

## Resumen e indexación
Thorax está resumido e indexado por MEDLINE / Index Medicus , Science Citation Index , Current Contents , Excerpta Medica y BIOSIS Previews . Según la propia revista , actualmente (2021) tiene un factor de impacto  de 9.139.

## Métricas de revista
2022
- Web of Science Group : 9.139
- Índice h de Google Scholar: 231
- Scopus: 5.448

La revista se sitúa en sexto lugar dentro de la categoría de "Neumología" en Google Scholar